# Großenlüder
Großenlüder ist eine Gemeinde im osthessischen Landkreis Fulda an den östlichen Ausläufern des Vogelsbergs.

## Geographie

### Geographische Lage
Großenlüder liegt in 245 bis 420 Meter Höhe an den östlichen Ausläufern des Vogelsberges. Höchste Erhebung der Gemeinde ist der Finkenberg mit 420 m. Auf diesem befand sich bis in die 1990er Jahre eine HAWK-Flugabwehrraketenstellung der US-Streitkräfte. Großenlüder liegt etwa elf Kilometer westlich von Fulda.
Durch die Gemeinde fließt der Fluss Lüder, der drei Orten der Gemeinde den Namen gab. In den Auen des Flusses befindet sich eine Salzquelle, die ausschlaggebend für die frühe Besiedelung der Gegend war. Bis 1997 war diese an das Heilbad Bad Salzschlirf verpachtet.

### Aktuelle und historische Siedlungsplätze innerhalb der Gemarkung
Quelle: Historisches Ortslexikon
- Bahnhaus[3]
- Bahnhaus[4]
- Bahnhaus Nr. 79[5]
- Hof Felsenkeller[6]
- Wüstung Galgenberg[7]
- Wüstung Gebstait[8]
- Große Mühle[9]
- Hinterburg Großenlüder[10]
- Jagdhütte[11]
- Kalkwerk[12]
- Wüstung Keitz[13]
- Kleine Mühle[14]
- Niederburg Großenlüder[15]
- Siffigshof[16]
- Tannenhof[17]
- Vorderburg Großenlüder[18]
- Wüstung Wartturm[19]
- Windhof[20]
- Zabershof[21]
- Kloster der Vinzentinerinnen (Barmherzige Schwestern vom heiligen Vinzenz von Paul) in Großenlüder[22]

### Nachbargemeinden
Großenlüder grenzt im Norden an die Gemeinde Bad Salzschlirf (Landkreis Fulda), im Nordosten an die Stadt Schlitz (Vogelsbergkreis), im Osten an die Stadt Fulda, im Südosten an die Gemeinde Neuhof, im Südwesten an die Gemeinde Hosenfeld (alle drei im Landkreis Fulda), sowie im Westen an die Stadt Herbstein und die Gemeinde Wartenberg (beide im Vogelsbergkreis).

### Gemeindegliederung

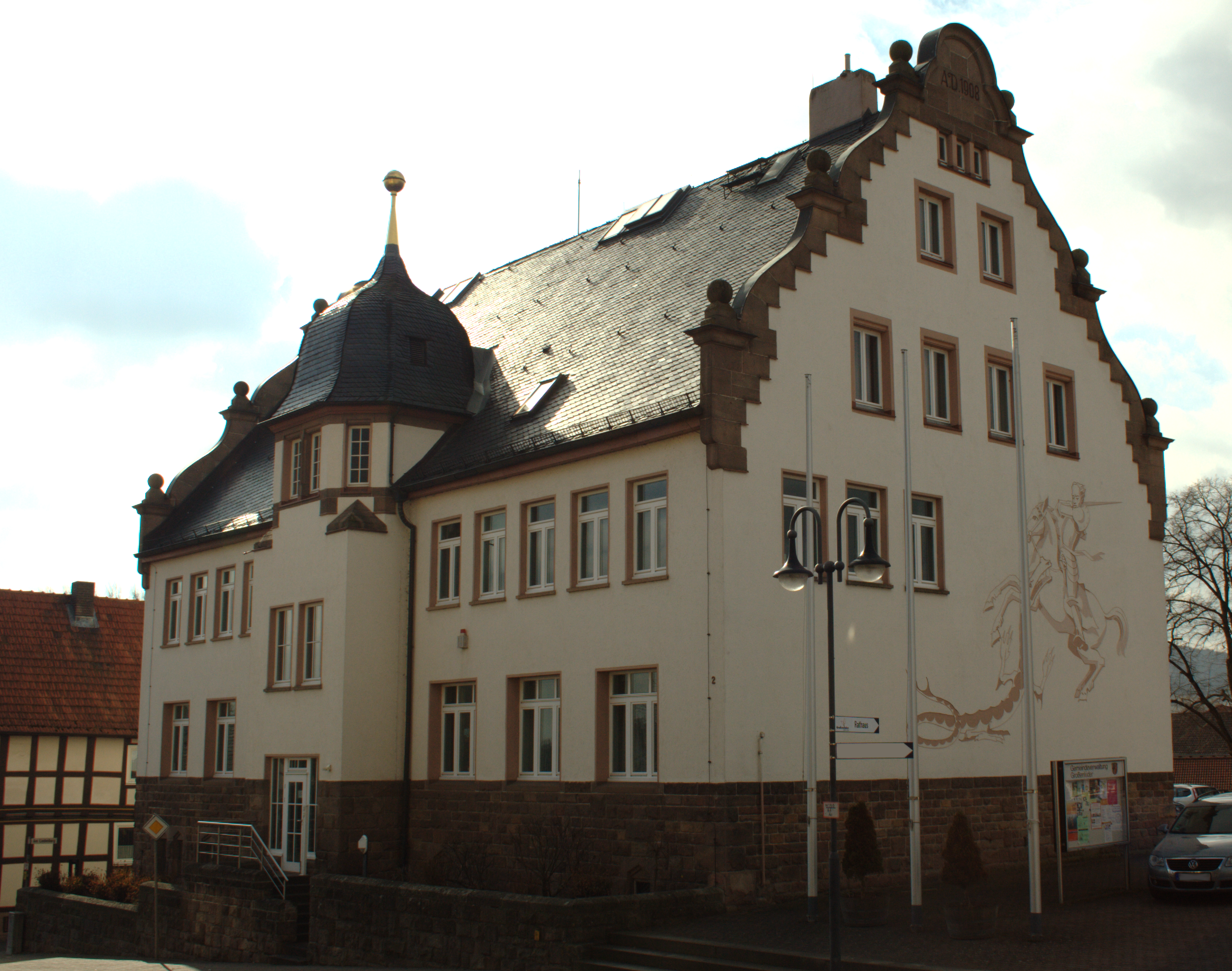
Das heutige Rathaus in Großenlüder war zuvor Schulgebäude

Hauptort der Gemeinde, der ihr auch den Namen gab, ist Großenlüder; nachstehend sind alle Ortsteile mit der Einwohnerzahl (Stand 30. Juni 2024) aufgeführt.
- Großenlüder (3612)
- Bimbach (2306)
- Müs (1147)
- Kleinlüder (1035)
- Uffhausen (516)
- Eichenau (146)
- Lütterz (86)

## Geschichte

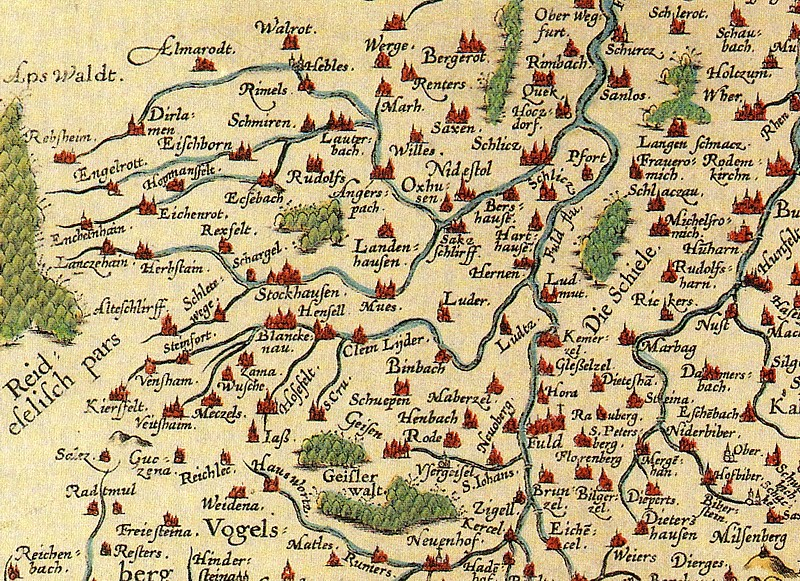
Lage von Großenlüder (Luder) auf einer Kartes des Hochstifts Fulda von 1574

### Ortsgeschichte
Soweit bekannt, wurde Großenlüder im Jahre 822 erstmals unter dem Namen Luturun urkundlich erwähnt, als eine von Abt Eigil erbaute Kapelle durch den Erzbischof von Mainz geweiht wurde. Diese Kapelle kann noch besichtigt werden.
Im Mittelalter entwickelte sich der Ort zu einem verwaltungstechnischen Mittelpunkt. So war Großenlüder Sitz eines Fuldaer Amtes und Gerichts. 
Am 14. April 1361 verschrieb Gottfried, Dechant des Stifts Johannesberg bei Fulda von dem Hof zu  Ulbrichshausen 53 Schillinge Turnose und 6 Viertel Korn an dem Hof zu Lüder (Großenlüder), welcher dem Berthold von Serme gehörte.
Adelige Familien des Ortes waren die Herren von Lüder und die Herren von Döring. Der Ritter Wigand von Lüder wird als Vorfahr des Reformators Martin Luther angesehen. Wigand soll sich in der Gegend von Möhra (Westthüringen), dem Geburtsort des Vaters von Martin Luther, niedergelassen und seinen neu gegründeten Sitz vom Fuldaer Abt als Lehen empfangen haben. Im Hinblick darauf glaubte auch die bestehende Familie Luther, ihre Abstammung von dem buchischen Geschlecht von Lüder herleiten zu dürfen. Wigand von Lüder erscheint zwischen den Jahren 1302 und 1308 siebenmal als Zeuge in Kauf-, Verkauf- und Pachtverträgen, welche die Herrschaft Frankenstein und das Amt Salzungen betreffen.
Das Dorf Großenlüder war mit Wall und Graben umgeben. Um das Jahr 1220 wurde in Großenlüder eine zweite, größere Kirche errichtet, deren Chorraum ebenfalls erhalten ist. Im ausgehenden Mittelalter wurden Amt und Gericht Großenlüder vom Fuldaer Fürstabt an das Fuldaer Stiftskapitel verpfändet, das Herr über Amt und Gericht wurde. Somit erhielt Großenlüder eine Sonderstellung innerhalb des Hochstiftes Fulda.
Im Jahre 1735 wurde die Barockkirche eingeweiht.
Nach der Säkularisation 1802 teilte Großenlüder das Schicksal des gesamten aufgehobenen Hochstiftes Fulda, dessen Gebiet an Wilhelm V. von Oranien kam (Nassau-Oranien-Fulda), bis 1806 Napoleon Bonaparte dieses Territorium annektierte und 1810 als Departement Fulda dem Großherzogtums Frankfurt zuordnete. Nach dem Wiener Kongress 1815 und nach einer einjährigen preußischen Verwaltung kam das Territorium als Provinz Fulda zu Kurhessen.
Nach dem Preußisch-Österreichischen Krieg 1866 wurde Kurhessen und somit auch Großenlüder vom Königreich Preußen annektiert. Der Ort bildete ein so genanntes Oberamt Großenlüder (Gerichtsbezirk) für den gesamten westlichen Landkreis Fulda. Erst 1940 wurde das Gericht Lüder aufgelöst.

### Eingemeindungen
Am 31. Dezember 1970 wurde, im Zuge der Gebietsreform in Hessen, die bis dahin selbständige Nachbargemeinde Eichenau auf freiwilliger Basis eingegliedert. Am 31. Dezember 1971 kamen Kleinlüder und Uffhausen ebenfalls freiwillig hinzu. Bimbach, Lütterz und Müs folgten kraft Landesgesetz am 1. August 1972.
Für alle nach Großenlüder eingegliederten Gemeinden sowie für die Kerngemeinde wurden Ortsbezirke gebildet.

### Verwaltungsgeschichte im Überblick
Die folgende Liste zeigt die Staaten und Verwaltungseinheiten, denen Großenlüder angehört(e):
- vor 1803: Heiliges Römisches Reich, Hochstift Fulda, Gericht/Oberamt Lüder
- 1803–1806: Heiliges Römisches Reich, Fürstentum Nassau-Oranien-Fulda, Amt Großenlüder[Anm. 2] Fürstentum Fulda, Amt Blankenau
- 1806–1810: Kaiserreich Frankreich,[Anm. 3] Fürstentum Fulda (Militärverwaltung)
- 1810–1813: Großherzogtum Frankfurt, Departement Fulda, Distrikt Großenlüder
- ab 1816: Kurfürstentum Hessen, Großherzogtum Fulda, Amt Großenlüder[31]
- ab 1821: Kurfürstentum Hessen, Provinz Fulda, Kreis Fulda[Anm. 4]
- ab 1848: Kurfürstentum Hessen, Bezirk Fulda
- ab 1851: Kurfürstentum Hessen, Provinz Fulda, Kreis Fulda
- ab 1867: Norddeutscher Bund,[Anm. 5] Königreich Preußen,[Anm. 6] Provinz Hessen-Nassau, Regierungsbezirk Kassel, Kreis Fulda
- ab 1871: Deutsches Reich,[Anm. 7] Königreich Preußen, Provinz Hessen-Nassau, Regierungsbezirk Kassel, Kreis Fulda
- ab 1918: Deutsches Reich, Freistaat Preußen,[Anm. 8] Provinz Hessen-Nassau, Regierungsbezirk Kassel, Kreis Fulda
- ab 1944: Deutsches Reich, Freistaat Preußen, Provinz Kurhessen, Landkreis Fulda
- ab 1945: Deutsches Reich, Amerikanische Besatzungszone,[Anm. 9] Groß-Hessen, Regierungsbezirk Kassel, Landkreis Fulda
- ab 1946: Deutsches Reich, Amerikanische Besatzungszone, Hessen, Regierungsbezirk Kassel, Landkreis Fulda
- ab 1949: Bundesrepublik Deutschland, Hessen, Regierungsbezirk Kassel, Landkreis Fulda

## Bevölkerung

### Einwohnerstruktur 2011/2022
Nach den Erhebungen des Zensus 2011/Zensus 2022 lebten am Stichtag, dem 9. Mai 2011 / 15. Mai 2022, in Großenlüder 8551/8592 Einwohner. Nach dem Lebensalter waren 1605/1485 Einwohner unter 18 Jahren, 3569/3104 zwischen 18 und 49, 1806/2099 zwischen 50 und 64 und 1573/1899 Einwohner waren älter./ Unter den Einwohnern waren 118/287 (1,4 %) / (3,3 %) Ausländer, von denen 70/131 aus dem EU-Ausland, 22/130 aus anderen europäischen Ländern und 27/30 aus anderen Staaten kamen./ Die Einwohner lebten in 3561/2519 Haushalten. Davon waren 1022/? Singlehaushalte, 944/1142 Paare ohne Kinder und 1288/1116 Paare mit Kindern, sowie 264/257 Alleinerziehende und 45/? Wohngemeinschaften./ In 728/418 Haushalten lebten ausschließlich Senioren und in 2446/1688 Haushaltungen lebten keine Senioren./

### Einwohnerentwicklung
| • 1812: | 183 Feuerstellen, 1249 |

| Großenlüder: Einwohnerzahlen von 1812 bis 2022 | Großenlüder: Einwohnerzahlen von 1812 bis 2022 | Großenlüder: Einwohnerzahlen von 1812 bis 2022 | Großenlüder: Einwohnerzahlen von 1812 bis 2022 | Großenlüder: Einwohnerzahlen von 1812 bis 2022 |
| --- | ---------------------------------------------- | ---------------------------------------------- | ---------------------------------------------- | ---------------------------------------------- |
| Jahr |                                                |                                                |                                                | Einwohner                                      |
| 1812 | 1812                                           |                                                | 2.355                                          | 2.355                                          |
| 1834 | 1834                                           |                                                | 1.511                                          | 1.511                                          |
| 1840 | 1840                                           |                                                | 1.518                                          | 1.518                                          |
| 1846 | 1846                                           |                                                | 1.619                                          | 1.619                                          |
| 1852 | 1852                                           |                                                | 1.616                                          | 1.616                                          |
| 1858 | 1858                                           |                                                | 1.702                                          | 1.702                                          |
| 1864 | 1864                                           |                                                | 1.649                                          | 1.649                                          |
| 1871 | 1871                                           |                                                | 1.527                                          | 1.527                                          |
| 1875 | 1875                                           |                                                | 1.538                                          | 1.538                                          |
| 1885 | 1885                                           |                                                | 1.574                                          | 1.574                                          |
| 1895 | 1895                                           |                                                | 1.595                                          | 1.595                                          |
| 1905 | 1905                                           |                                                | 1.665                                          | 1.665                                          |
| 1910 | 1910                                           |                                                | 1.706                                          | 1.706                                          |
| 1925 | 1925                                           |                                                | 1.781                                          | 1.781                                          |
| 1939 | 1939                                           |                                                | 2.065                                          | 2.065                                          |
| 1946 | 1946                                           |                                                | 2.813                                          | 2.813                                          |
| 1950 | 1950                                           |                                                | 2.897                                          | 2.897                                          |
| 1956 | 1956                                           |                                                | 3.037                                          | 3.037                                          |
| 1961 | 1961                                           |                                                | 3.013                                          | 3.013                                          |
| 1967 | 1967                                           |                                                | 3.033                                          | 3.033                                          |
| 1970 | 1970                                           |                                                | 4.776                                          | 4.776                                          |
| 1973 | 1973                                           |                                                | 7.320                                          | 7.320                                          |
| 1975 | 1975                                           |                                                | 7.348                                          | 7.348                                          |
| 1980 | 1980                                           |                                                | 7.314                                          | 7.314                                          |
| 1985 | 1985                                           |                                                | 7.443                                          | 7.443                                          |
| 1990 | 1990                                           |                                                | 7.973                                          | 7.973                                          |
| 1995 | 1995                                           |                                                | 8.365                                          | 8.365                                          |
| 2000 | 2000                                           |                                                | 8.678                                          | 8.678                                          |
| 2005 | 2005                                           |                                                | 8.743                                          | 8.743                                          |
| 2010 | 2010                                           |                                                | 8.553                                          | 8.553                                          |
| 2011 | 2011                                           |                                                | 8.551                                          | 8.551                                          |
| 2015 | 2015                                           |                                                | 8.692                                          | 8.692                                          |
| 2020 | 2020                                           |                                                | 8.580                                          | 8.580                                          |
| 2022 | 2022                                           |                                                | 8.592                                          | 8.592                                          |
| Datenquelle: Historisches Gemeindeverzeichnis für Hessen: Die Bevölkerung der Gemeinden 1834 bis 1967. Wiesbaden: Hessisches Statistisches Landesamt, 1968. Weitere Quellen: LAGIS; Hessisches Statistisches Informationssystem; Zensus 2011; Zensus 2022 Nach 1970 einschließlich der im Zuge der Gebietsreform in Hessen eingegliederten Orte. |                                                |                                                |                                                |                                                |

### Historische Religionszugehörigkeit
| • 1885: | 33 evangelische (= 2,10 %), 1538 katholische (= 97,71 %), 3 jüdische (= 0,19 %) Einwohner     |
| • 1961: | 174 evangelische (= 5,75 %), 2832 katholische (= 93,99 %) Einwohner                           |
| • 1987: | 547 evangelische (= 7,1 %), 6956 katholische (= 90,8 %), 160 sonstige (= 2,1 %) Einwohner     |
| • 2011: | 1084 evangelische (= 12,7 %), 6632 katholische (= 77,5 %), 835 sonstige (= 9,8 %) Einwohner   |
| • 2022: | 1152 evangelische (= 13,4 %), 5807 katholische (= 67,6 %), 1635 sonstige (= 19,0 %) Einwohner |

## Religion
Römisch-Katholische Kirche:

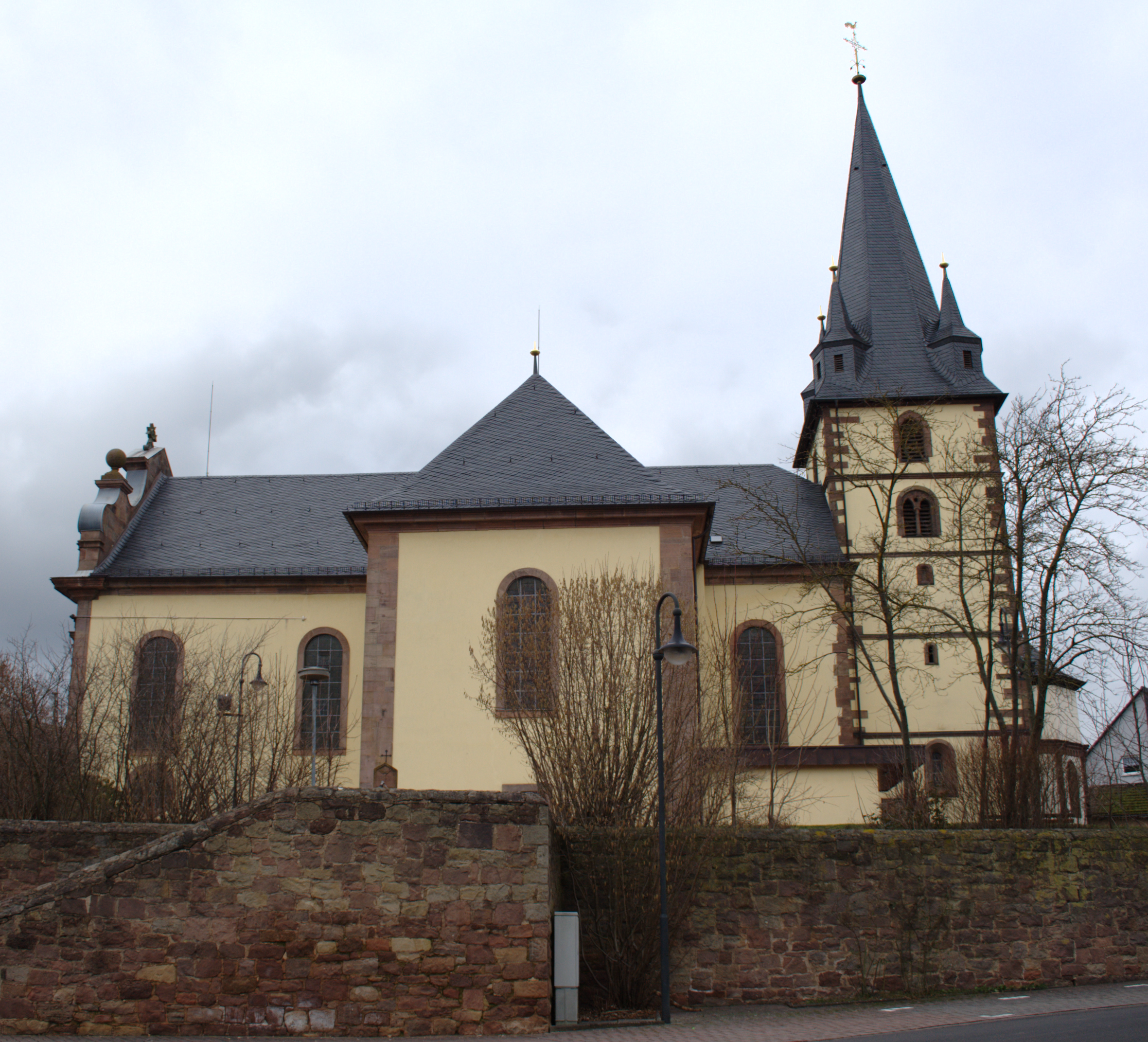
Die St.-Georgs-Kirche

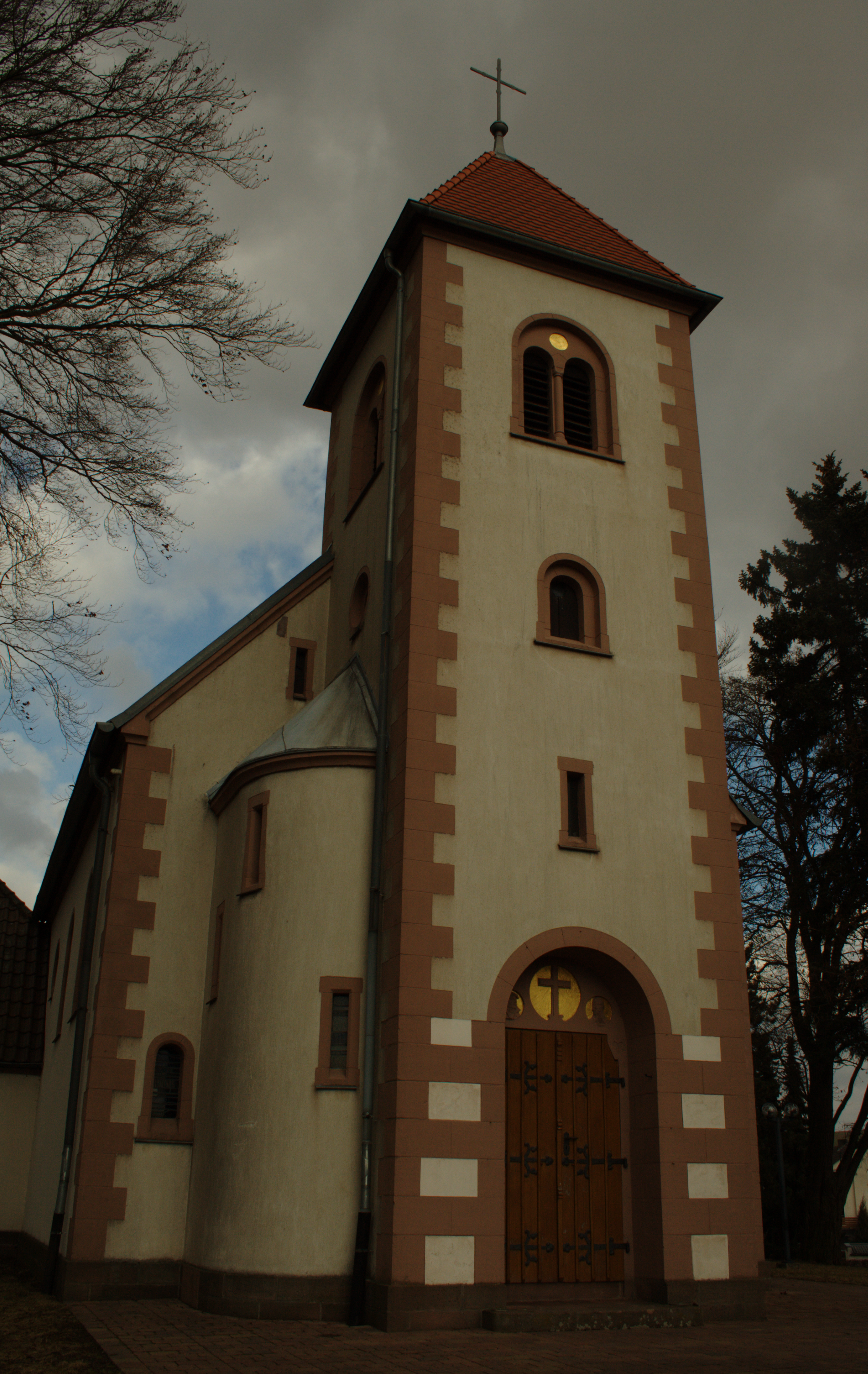
Die Martin-Luther-Kirche

In Großenlüder erhebt sich an exponierter Stelle auf den alten Grundmauern am Ortseingang die 822 bereits erwähnte Pfarrkirche St. Georg. Das Kirchengebäude steht in der St. Georg Straße 3. Der hl. Georg ist auch der Schutzpatron von Großenlüder.
Kirchengeschichtlich war in Großenlüder die Urpfarrei der Region.
Evangelisch-Lutherische Kirche:

Die Martin-Luther-Kirche aus dem Jahr 1906 steht Am Habersberg 14

## Politik

### Gemeindevertretung
Die Kommunalwahl am 14. März 2021 lieferte folgendes Ergebnis, in Vergleich gesetzt zu früheren Kommunalwahlen:
| Sitzverteilung in der Gemeindevertretung 2021Insgesamt 31 Sitze - SPD: 5 - CDU: 15 - U-B-L: 11 | Parteien und Wählergemeinschaften | Parteien und Wählergemeinschaften           | % 2021 | Sitze 2021 | % 2016 | Sitze 2016 | % 2011 | Sitze 2011 | % 2006 | Sitze 2006 | % 2001 | Sitze 2001 | % 1997 | Sitze 1997 |
| Sitzverteilung in der Gemeindevertretung 2021Insgesamt 31 Sitze - SPD: 5 - CDU: 15 - U-B-L: 11 | CDU                               | Christlich Demokratische Union Deutschlands | 49,1   | 15         | 46,7   | 15         | 55,1   | 17         | 59,5   | 18         | 58,0   | 18         | 44,3   | 14         |
| Sitzverteilung in der Gemeindevertretung 2021Insgesamt 31 Sitze - SPD: 5 - CDU: 15 - U-B-L: 11 | U-B-L                             | Unabhängige Bürgerliste                     | 35,7   | 11         | 39,1   | 12         | 25,1   | 8          | 14,9   | 5          | 19,9   | 6          | 28,2   | 9          |
| Sitzverteilung in der Gemeindevertretung 2021Insgesamt 31 Sitze - SPD: 5 - CDU: 15 - U-B-L: 11 | SPD                               | Sozialdemokratische Partei Deutschlands     | 15,1   | 5          | 14,2   | 4          | 19,8   | 6          | 25,6   | 8          | 22,1   | 7          | 27,5   | 8          |
| Sitzverteilung in der Gemeindevertretung 2021Insgesamt 31 Sitze - SPD: 5 - CDU: 15 - U-B-L: 11 | Gesamt                            | Gesamt                                      | 100    | 31         | 100    | 31         | 100    | 31         | 100    | 31         | 100    | 31         | 100    | 31         |
| Sitzverteilung in der Gemeindevertretung 2021Insgesamt 31 Sitze - SPD: 5 - CDU: 15 - U-B-L: 11 | Wahlbeteiligung in %              | Wahlbeteiligung in %                        | 58,3   | 58,3       | 57,1   | 57,1       | 50,4   | 50,4       | 45,1   | 45,1       | 45,1   | 45,1       | 71,5   | 71,5       |

### Bürgermeister
Nach der Hessischen Kommunalverfassung wird der Bürgermeister für eine sechsjährige Amtszeit gewählt, seit dem Jahr 1993 in einer Direktwahl, und ist Vorsitzender des Gemeindevorstands, dem in der Gemeinde Großenlüder neben dem Bürgermeister ehrenamtlich ein Erster Beigeordneter und sieben weitere Beigeordnete angehören. Bürgermeister ist seit dem 5. April 2021 der parteiunabhängig angetretene Florian Fritzsch, der in der Kommunalpolitik bis dahin Fraktionsvorsitzender der SPD war. Er wurde als Nachfolger von Werner Dietrich (UBL), der nach zwei Amtszeiten nicht wieder kandidiert hatte, am 15. November 2020 im ersten Wahlgang bei 63,1 Prozent Wahlbeteiligung mit 55,2 Prozent der Stimmen gewählt.
Amtszeiten der Bürgermeister
- 2021–2027 Florian Fritzsch[48]
- 2009–2021 Werner Dietrich (UBL)[49]
- 2003–2009 Silvia Hillenbrand (SPD)
- 1991–2003 Helmut Will (CDU)[52]

### Ortsbeiräte
Gemeinde Großenlüder
Für die Ortsteile Großenlüder, Bimbach, Müs, Kleinlüder, Uffhausen, Eichenau und Lütterz besteht je ein Ortsbezirk mit Ortsbeirat und Ortsvorsteher, nach Maßgabe der §§ 81 und 82 HGO und des Kommunalwahlgesetzes in der jeweils gültigen Fassung. Die Gebiete der Ortsbezirke entsprechen den Gebieten der ehemaligen Gemeinden.
Die Ortsbeiräte bestehen aus fünf bis neun Mitgliedern. Die Ortsbeiräte werden im Rahmen der Kommunalwahlen gewählt. Der Ortsbeirat wählt eines seiner Mitglieder zum Ortsvorsteher bzw. zur Ortsvorsteherin. Für die Wahlergebnisse siehe die entsprechenden Ortsteile.
Kerngemeinde Großenlüder
Der Ortsbeirat besteht aus neun Mitgliedern. Bei den Kommunalwahlen in Hessen 2021 betrug die Wahlbeteiligung zum Ortsbeirat 57,72 %. Dabei wurden gewählt: vier Mitglieder der CDU, zwei Mitglieder der SPD und drei Mitglieder der „Unabhängige-Bürger-Liste“ (UBL). Der Ortsbeirat wählte Jürgen Hübl (UBL) zum Ortsvorsteher.

### Gemeindepartnerschaften
Gemeindepartnerschaften bestehen mit der Gemeinde Windischgarsten in Österreich (seit 1973) und Stadtlengsfeld (Ortsteil der Gemeinde Dermbach)/Thüringen (seit 1990)

## Wirtschaft und Infrastruktur

### Verkehr

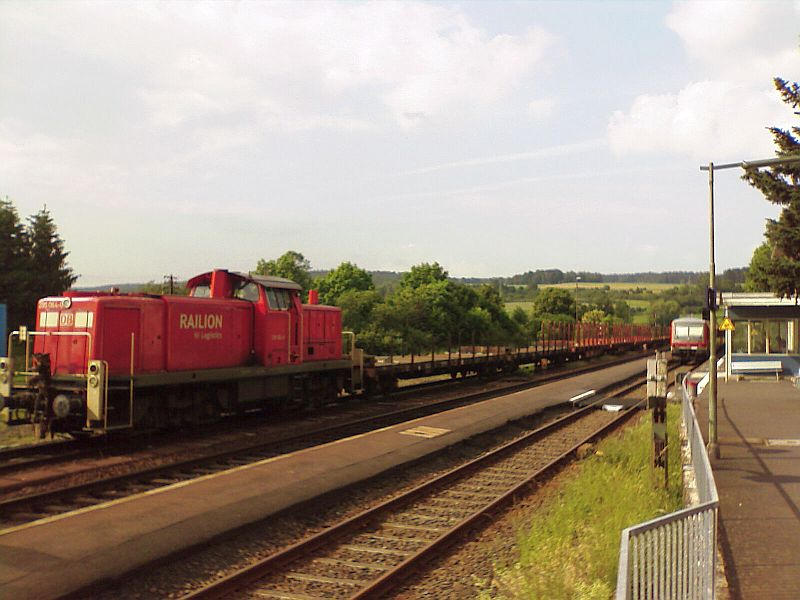
Bahnhof Großenlüder

Die Gemeinde ist über die Bundesstraße 254 zu erreichen, die von Fulda nach Alsfeld führt. Über die vorgenannten Orte besteht jeweils ein Autobahnanschluss an die A 7, A 66 bzw. A 5.
Mit der Bahn ist Großenlüder über die Bahnstrecke Fulda–Gießen zu erreichen. Es verkehren Regionalbahnen der Linie RB 45 im Stundentakt. Stationen befinden sich in Großenlüder und Bimbach. Der Ortsteil Bimbach ist außerdem an das Stadtbusnetz der Stadt Fulda angeschlossen. Die restlichen Ortsteile werden mit Bussen bedient (teilweise mit Zuganschluss in Bad Salzschlirf bzw. Großenlüder).

### Bildung
In der Großgemeinde stehen drei gemeindliche und zwei kirchliche Kindertagesstätten für die pädagogische Betreuung der Kinder zur Verfügung. Alle Einrichtungen sind durchgehend von 7.30 bis 16.00 Uhr (bzw. 15.00 Uhr) geöffnet und bieten Mittagsverpflegung an. Auch für die Kleinsten ab 1 Jahr stehen Betreuungsplätze in den Einrichtungen zur Verfügung. Ergänzend zum Angebot der Betreuung in den Einrichtungen bieten verschiedene Tagesmütter Betreuungsplätze an. Die Ortsteile Großenlüder, Bimbach, Müs und Kleinlüder verfügen über je eine Grundschule, die teilweise auch eine Schülernachmittagsbetreuung anbieten. Im Kernort Großenlüder steht die Lüdertalschule, Haupt- und Realschule für die Schülerinnen und Schüler der Großgemeinde, sowie der Nachbargemeinden, zur Verfügung. Zusätzlich bietet die Friedrich-von-Bodelschwingh-Schule, eine Förderschule mit dem Schwerpunkt Lernen, Beratungs- und Förderzentrum (BFZ), Berufsorientierung, Gesunde Schule, ihren Dienst an.

## Sehenswürdigkeiten

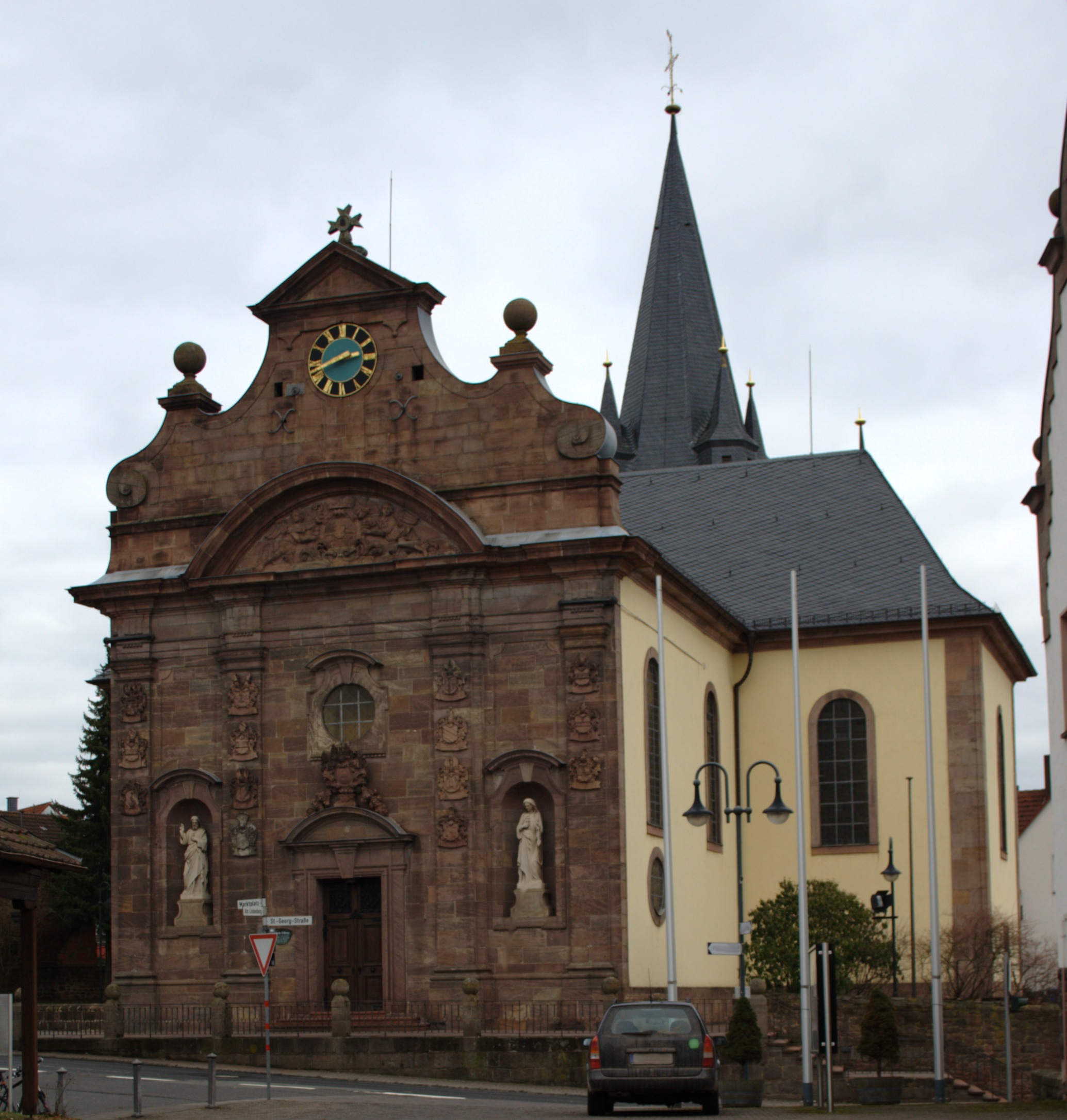
Das Portal der St.-Georgs-Kirche

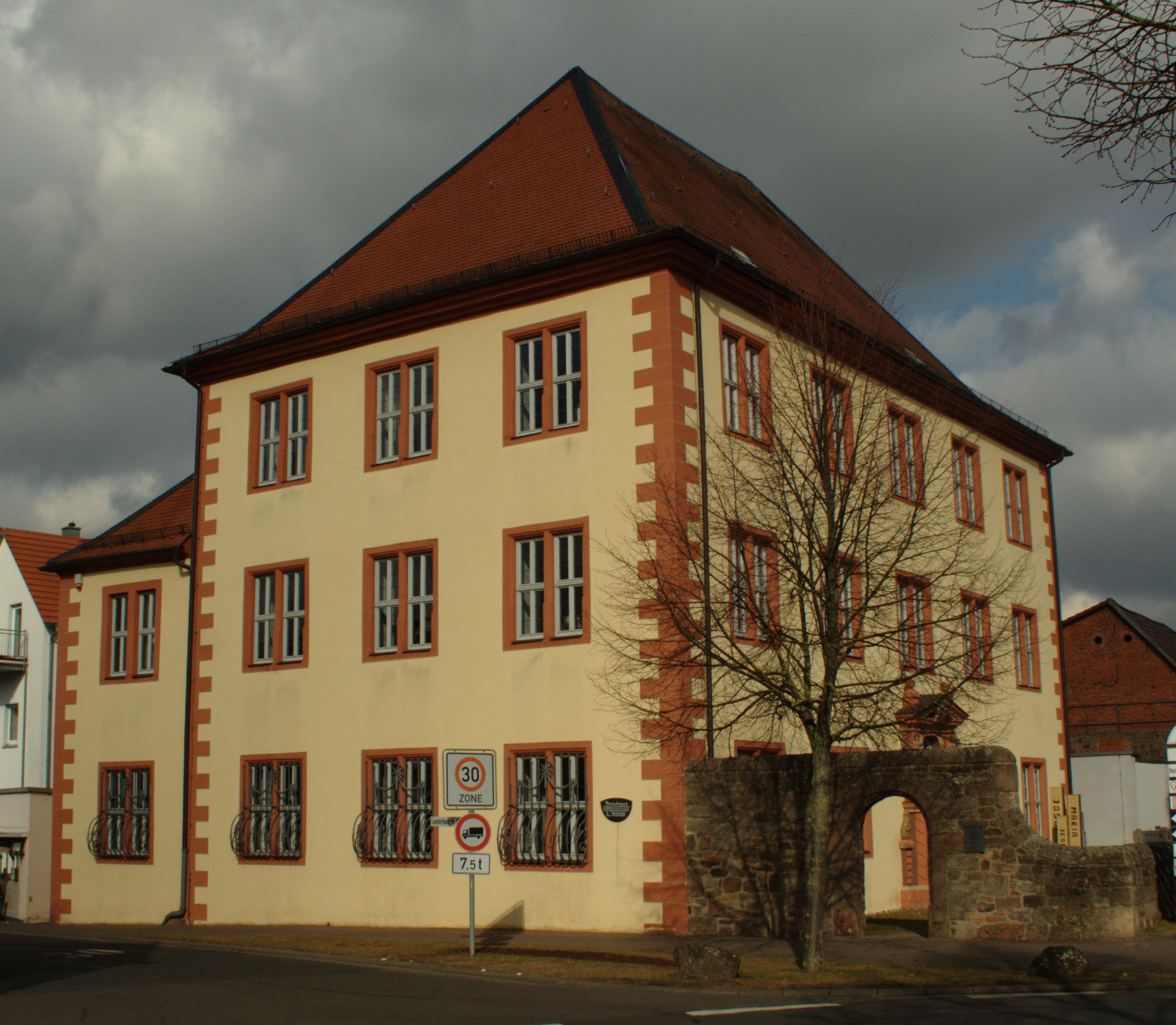
Das Amtshaus

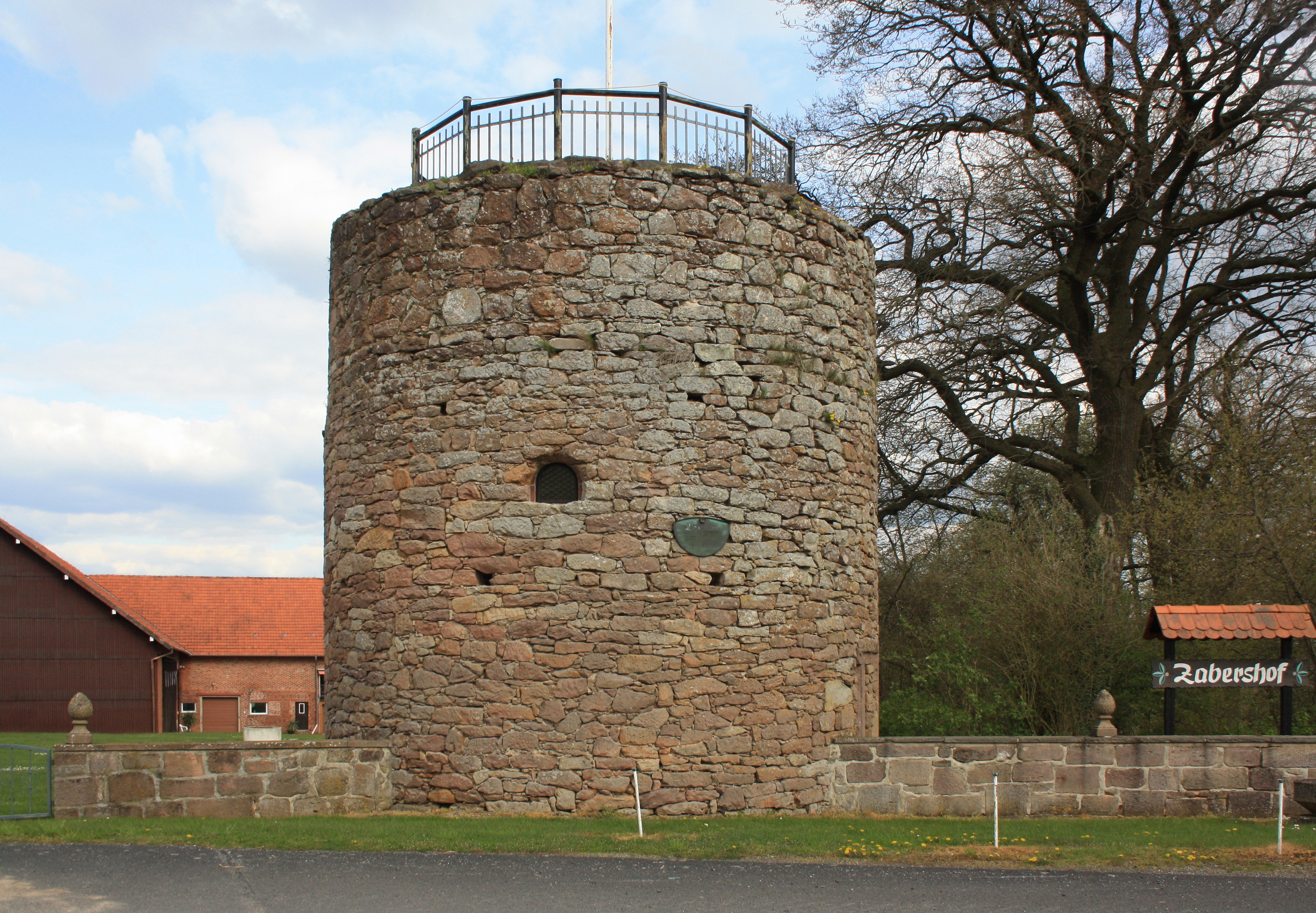
Die mittelalterliche Warte am Zabershof

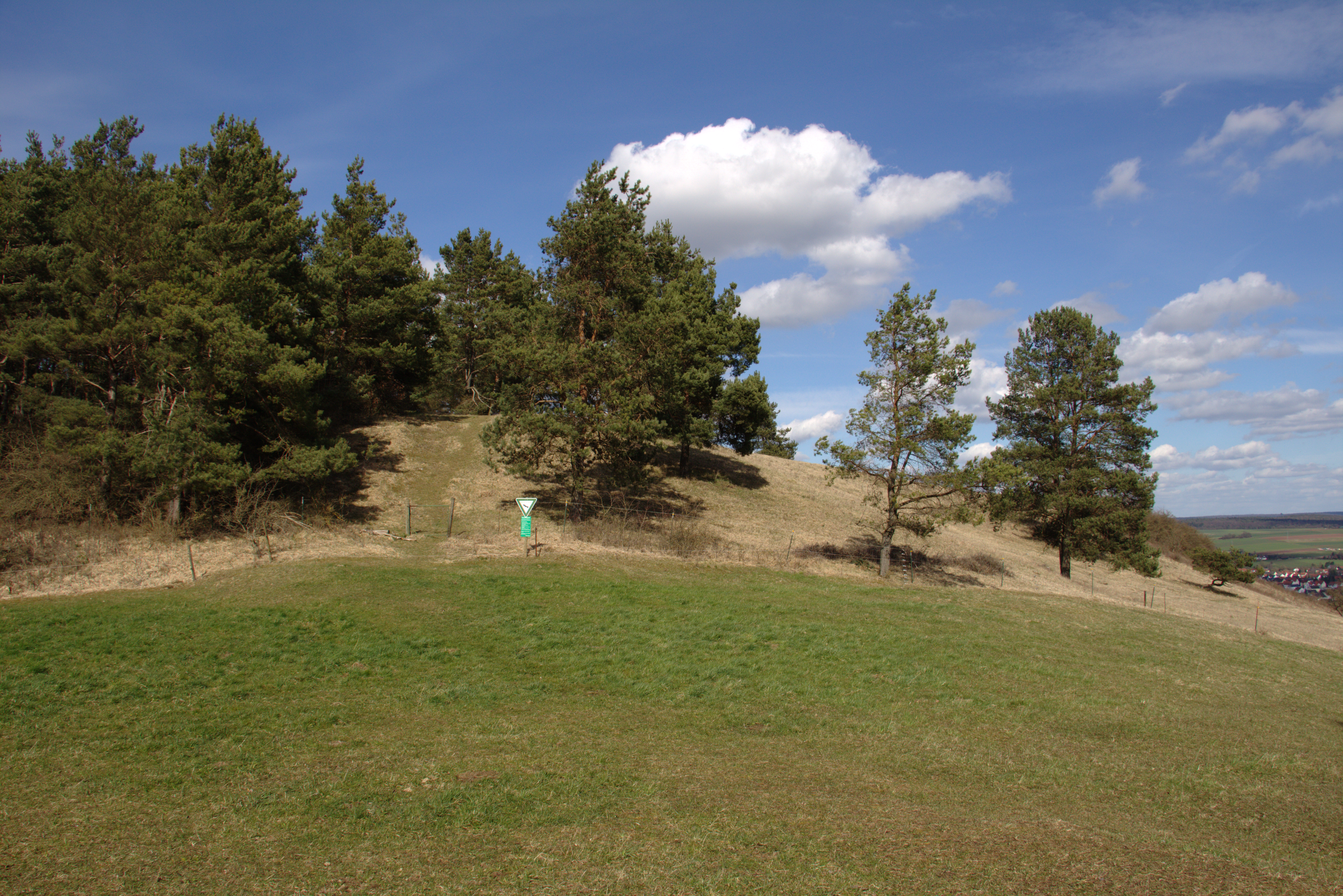
Einer der Kalkberge

- Pfarrkirche St. Georg mit barocker Ausstattung und  erhaltenen karolingischen und gotischen Kapellen. Die Karolingische Kapelle aus dem Jahre 822 ist nach der Michaelskirche in Fulda das zweitälteste Gotteshaus im Landkreis.
- Stiftskapitularisches Amtshaus: Ehemaliges Gerichtsgebäude des Gerichtes Lüder. Es beherbergt neben einer internationalen Krippenausstellung das Heimatmuseum des Ortes. Sehenswert ist insbesondere das Eingangsportal mit Wappenstein.
- Krippenausstellung: Im Jahre 2001 stifteten der in Großenlüder aufgewachsene Walter Odenwald und seine Frau Ida der Gemeinde Großenlüder eine große Sammlung von über 300 Krippen aus aller Welt. Sie hatten die Sammlung über viele Jahre auf langen Reisen zusammengetragen. Die Ausstellung in Großenlüder, die ganzjährig geöffnet ist, zeigt einen repräsentativen Querschnitt der Sammlung. In regelmäßigen Sonderpräsentationen werden zusätzlich nicht ständig ausgestellte Krippen gezeigt. Texttafeln weisen auf die historische Entwicklung sowie kulturellen und kulturgeschichtlichen Besonderheiten hin. In der Adventszeit organisiert der örtliche Kultur-, Heimat- und Geschichtsverein den Krippenweg: zwischen 30 und 40 Stationen im Ortskern von Großenlüder, jede für sich ganz individuell, in Schaufenstern, Hauseingängen oder Kellerfenstern, zeigen unterschiedliche Krippendarstellungen.[55]
- Wallfahrtskirche Kleinheiligkreuz bei Kleinlüder im Tal der Kalten Lüder.
- Feldkreuz Kleinlüder (Richtung Ripphof)
- Der Wartturm am Zabershof
- Mühlen im Lüdertal
- In den Wäldern der Gemeinde befinden sich Hügelgräber und die Teufelskaute, ein kleiner Kratersee.
- Historischer Naturpark Sodegarten Großenlüder an der Via Regia, entstanden 2014 auf dem Sodegarten, einer Insel in der Lüderaue bei der St. Georgsquelle.
- Im 53 ha großen Naturschutzgebiet am Langenberg „Kalkberge bei Großenlüder“ liegen die trockensten Magerrasenflächen von Hessen.

## Persönlichkeiten

### Söhne und Töchter der Gemeinde
- Ignatz Rüttger (1763–1842), deutscher Amtsverweser und Abgeordneter
- Johann Georg Oestreich (1770–1858), Orgelbauer
- Cornelius Will (1831–1905), Archivar und Historiker
- Franz Emil Melde (1832–1901), Physiker, Professor an der Universität Marburg
- Josef Becker (1875–1937), Politiker (Zentrumspartei) und Mitglied der Weimarer Nationalversammlung
- Konrad Breitenbach (1883–1960), Politiker (Zentrumspartei) und Abgeordneter des Provinziallandtages der Provinz Hessen-Nassau
- Clemens Klitsch (1892–1964), Agrarwissenschaftler
- Rudolf Jordan (1902–1988), Politiker (NSDAP)
- Hadrian W. Koch (* 1944), Ordensgeistlicher
- Michael Mohr (* 1964), Bibliothekar

### Persönlichkeiten, die vor Ort gewirkt haben
- Walter Arnold (* 1949), Politiker und Unternehmer, unter anderem von 1992 bis 2001 Mitglied der Gemeindevertretung in Großenlüder
- Silvia Hillenbrand (* 1947), Politikerin, Bürgermeisterin der Gemeinde von 2003 bis 2009
- Margarete Schönherr (1932–2016), Künstlerin, Malerin, Lehrerin in Müs